# Joseph Campbell
Pour les articles homonymes, voir Campbell.
Cet article possède un paronyme, voir Joseph Graham Campbell.
 (février 2017).
Si vous disposez d'ouvrages ou d'articles de référence ou si vous connaissez des sites web de qualité traitant du thème abordé ici, merci de compléter l'article en donnant les références utiles à sa vérifiabilité et en les liant à la section « Notes et références ».
Joseph Campbell, né le 26 mars 1904 à White Plains (New York) et mort le 30 octobre 1987 à Honolulu (Hawaï), est un mythologue américain, professeur, écrivain et conférencier, connu pour ses ouvrages portant sur la mythologie comparée et la religion comparée. Son apport principal est sa théorie du monomythe qui postule que les mythes, légendes et contes du monde entier, à de nombreuses époques, sont des expressions d'un schéma narratif unique, lui-même lié aux structures de la psyché humaine. Les théories de Campbell s'inscrivent en partie dans la lignée de celles du psychologue analytique Carl Gustav Jung. Peu influent et souvent critiqué dans le domaine des études mythologiques elles-mêmes, Campbell devient cependant populaire grâce à ses ouvrages, conférences et émissions, et ses ouvrages sont employés par la suite comme guides d'écriture par les scénaristes.

## Biographie
Joseph Campbell naît le 26 mars 1904 et grandit dans la ville de New York, dans une famille catholique de classe moyenne aisée. Enfant, Campbell se découvre une passion pour la culture amérindienne grâce à son père qui l’emmène visiter le muséum d'histoire naturelle américain de New York. Il devient un expert dans de nombreux aspects de la société amérindienne, et plus spécifiquement dans sa mythologie. Cela façonne la passion de Campbell pour les mythes et apparentés (contes, légendes…). Il remarque ainsi qu'ils possèdent apparemment tous des traits communs et cela quelle que soit la culture à laquelle ils appartiennent. À l’université de Dartmouth, il étudie la biologie et les mathématiques, avant d'aller étudier les sciences humaines à l’université Columbia, où il obtient une licence en littérature anglaise et une maîtrise en littérature médiévale, respectivement en 1925 et 1927. Il est également athlète et remporte plusieurs courses d'athlétisme.
Il étudie ensuite l'ancien français et le sanskrit à l’université de Paris ainsi qu'à celle de Munich. Il apprend le français, l’allemand, le japonais et le sanskrit en plus de sa langue natale. Après avoir achevé sa maîtrise, Campbell décide à son retour aux États-Unis d’abandonner l'idée d’obtenir un doctorat ; à la place, il préfère s'isoler dans les bois situés aux alentours de New York, se consacrant principalement à la lecture durant les cinq ans qui suivent. D'après le poète et écrivain Robert Bly, un de ses amis, Campbell avait développé un programme systématique lui permettant de lire pendant neuf heures chaque jour. Campbell considère que c'est durant cette période qu'il a reçu sa véritable éducation, et c'est à ce moment qu'il a commencé à développer sa vision unique sur la nature de la vie.
Campbell entame sa carrière littéraire en éditant des articles posthumes du spécialiste de la culture indienne, Heinrich Zimmer. Puis il coécrit avec Henry Morton Robinson, A Skeleton Key to Finnegans Wake, pour permettre aux lecteurs de l'œuvre de James Joyce de la comprendre.
Campbell étudie également les idées du psychiatre suisse Carl Gustav Jung. Le travail de Campbell sur la mythologie cherche à relier les postures apparemment disparates de Jung et de Freud ainsi que leur débat pivot sur l’inconscient collectif. Campbell édite la première retranscription d'une conférence du cercle d'Eranos, un groupe de réflexion étudiant la spiritualité, et aide à fonder les éditions Bollingen de Princeton, reprenant l'œuvre de la fondation Bollingen, une organisation de mécénat littéraire. Un autre membre dissident du cercle de Freud qui influença Campbell fut Wilhelm Stekel, qui fut le premier à appliquer les conceptions de Freud sur les rêves, les fantaisies de l’esprit humain, et l'inconscient à de nombreux domaines comme l’anthropologie ou la littérature.
Campbell fut professeur au Sarah Lawrence College, une université d'arts libéraux de 1934 à 1972. Il se marie en 1938 avec son élève, Jean Erdman, une danseuse. Il meurt le 30 octobre 1987, à Honolulu.

## Travaux

### Méthode
Campbell s'inspire des textes de Jung expliquant les phénomènes psychologiques, ceux-ci faisant appel aux archétypes. Mais Campbell ne suit pas Jung sur tous les points, et possède ses propres convictions. À la différence de Jung, Campbell ne croit ni à l’astrologie, ni à la synchronicité. L'originalité de la théorie et de l'interprétation de Campbell réside dans la fusion entre les idées reçues et le symbolisme[Quoi ?]. Sa prise de position sur la religion a été comparée aux travaux scientifiques d’Einstein pendant ses derniers jours : la recherche d’une théorie unificatrice[réf. nécessaire]. En effet, Joseph Campbell pense que toutes les religions du monde, que tous les rituels et les déités, ne sont que les « masques » d'une seule et même vérité transcendante qui serait « insaisissable » (inconnaissable). Il décrit le christianisme et le bouddhisme, que l’objet en soit « la conscience de Buddha » ou « la conscience du Christ », comme étant un niveau de perception au-dessus des « oppositions binaires » telles que le bien et le mal.
« La vérité est unique, mais les sages la nomment de bien des façons », est une phrase tirée des Vedas qu'il aime citer. Campbell est fasciné par ce qu’il voit comme des sentiments et des vérités universels, s'exprimer sous différentes formes à travers les cultures. Il cherche à démontrer que les religions orientales et occidentales sont identiques sur un plan de base, et que personne n’est dans le vrai, mais que tout le monde recherche une même réponse inconnue, qui semble être insaisissable. Il s'intéresse aux différents codes moraux, les considérant paradoxalement comme à la fois incorrects et nécessaires. Comme les relativistes postmodernes, il voit le bien et le mal comme des notions hautement subjectives, mais comme eux, il comprend aussi qu'un système moral est nécessaire à quelqu'un étudiant la mythologie et la psychologie. De cette façon, il s'efforce de fusionner les concepts du modernisme et du postmodernisme, bien que certaines de ses interprétations ont fait qu'il fut considéré comme un postmoderniste avant l'heure[réf. nécessaire].
Dans sa série en quatre livres, Les Masques de Dieu (The Masks of God), Campbell essaie de résumer les principales histoires spirituelles du monde, afin d'étayer ses idées sur « l’unité de l'espèce humaine ». Cette théorie inclut l'idée que la plupart des systèmes de croyances du monde ont un ancêtre géographique commun, partant des prairies fertiles d’Europe durant l'âge du bronze puis allant jusqu'au Levant et jusqu'au croissant fertile de la Mésopotamie avant de revenir en Europe (et en Extrême-Orient), où ils se mélangèrent avec la culture émergente Indo-européenne (Aryens).
Joseph Campbell croit que toutes les formes de spiritualité ne sont que la recherche d'une même force inconnue, qu'il qualifie de « transcendante », qui serait en même temps intérieure et extérieure, et de laquelle tout proviendrait, dans laquelle tout existe, et à laquelle tout retournera. Il se réfère à cette force comme étant la connotation de ce qu’il appelait « métaphore », les métaphores étant la manière dont il nomme les différentes divinités et objets de spiritualité dans le monde[pas clair].

### La mythologie du héros et le monomythe
Dans son essai de 1949, Le Héros aux mille et un visages (The Hero with a Thousand Faces), initialement paru en français en 1978 puis en 1987 sous le nouveau titre Les héros sont éternels, Campbell expose sa théorie du monomythe, affirmant que tous les mythes suivent les mêmes schémas archétypaux.
Selon Campbell, tous les héros mythiques débuteraient leur périple à la suite d'un « appel à l'aventure » — ce qui implique que le héros quitte l'environnement dans lequel il a grandi. Il devra ensuite faire face au « gardien du seuil », premier obstacle dans son voyage qui, une fois franchi (la plupart du temps avec l'aide d'un mentor ou d'un guide spirituel), lui permettra de pénétrer dans un monde plus spirituel — généralement représenté par une forêt sombre, un désert, une grotte ou bien encore une île mystérieuse. Il va y subir une série d'épreuves lui permettant de dépasser son mentor et d'accomplir enfin l'objet de sa quête (le plus souvent une réconciliation avec le père, une union sacrée ou une apothéose) représentant symboliquement l'émancipation. Il retournera ensuite chez lui complètement transfiguré par l'expérience de son voyage initiatique.
Campbell soutient que quasiment tous les héros mythiques, quelles que soient l'époque et la culture dans lesquelles ils vivent, suivent un parcours contenant au moins une partie de ce schéma. On peut noter que des œuvres plus contemporaines, les trilogies Star Wars, Matrix, et Le Seigneur des anneaux collent de près à ce schéma archétypal,. La série télévisée  Lost aussi par l'intermédiaire de Jack[réf. nécessaire], de même que Breaking Bad.
Selon Campbell, les héros ont une fonction très importante dans la société car ils permettent de véhiculer des moyens universels pour s'émanciper et pour s'épanouir.

### Autres travaux
Le Héros aux mille et un visages (The Hero with a Thousand Faces) (1949) est un de ses livres les plus connus : il y décrit le cycle monomythique du voyage du héros, un modèle que l'on retrouve dans de nombreuses cultures selon lui. Dans un autre de ses ouvrages, Les Masques de Dieu (The Masks of God), il couvre le monde de la mythologie sur quatre volumes (chacun traitant d'une période : primitive, orientale, occidentale, et moderne). Il est disponible en français aux éditions Oxus, 2009.
Ce qui fait connaître Campbell au grand public en 1988 est sa collaboration avec le journaliste Bill Moyers, dont naît une série documentaire diffusée sur PBS : Joseph Campbell et le pouvoir du mythe, diffusée en 1988, l’année suivant la mort de Campbell. Cette série expose ses idées sur les archétypes au plus grand nombre et est régulièrement rediffusée sur PBS. Un livre accompagnateur, Puissance du mythe (The Power of Myth), contenant une retranscription partielle de leurs entretiens, est édité peu après et traduit en français aux éditions Oxus en 2010.
Un livre posthume édité en 2001, intitulé Thou Art That: Transforming Religious Metaphor, propose une compilation d'essais non publiés du vivant de Campbell, traitant principalement des religions judéo-chrétiennes. Il y explique que religion et mythologie ne sont en fait qu'une seule et même chose et replace les symboles religieux dans un contexte mythologique. Une des citations favorites de Campbell était : « La mythologie est souvent considérée comme étant la religion « des autres » alors que la religion peut être définie comme étant de la mythologie mal interprétée ».[réf. nécessaire] Il explique qu'en interprétant les symboles religieux non pas comme des faits historiques mais plutôt comme des images mythologiques, ces symboles peuvent prendre des significations beaucoup plus profondes et crédibles pour beaucoup de gens.

## Influences
Campbell a déclaré que James Joyce et Thomas Mann étaient ses gourous. Mais ses mentors intellectuels sont le spécialiste de mythologie orientale Heinrich Zimmer et le psychiatre Carl Gustav Jung.

La philosophie du « Suivez votre bonheur » (« Follow your bliss ») de Campbell s'inspire de Babbitt, personnage éponyme du roman de Sinclair Lewis, qui dans la dernière page du livre se lamente ainsi : 
« De toute ma vie, jamais je n’ai fait une seule chose que j’ai réellement voulue ! Je ne crois pas avoir accompli quoi que ce soit si ce n'est d'avoir réussi à subsister. Je me rends compte que je n’ai pas fait la moitié du quart des choses qu'il m'ait été possible de faire. Eh bien, peut-être accomplirez-vous plus de choses. Je n'en sais rien. Mais j'éprouve une sorte de plaisir honteux de savoir que vous saviez ce que vous vouliez faire et que vous l’avez réalisé. Bien, ces gens ici essayeront de vous intimider, et de vous rabaisser. Dites-leur d’aller au diable ! Je vous soutiendrai. Prenez ce travail à l’usine, si c'est ce que vous désirez. Ne soyez pas effrayé par votre famille. Non, ni par les habitants de Zénith. Ni par vous-même, comme je l'ai été. Avancez, vieil homme ! Le monde est à vous ! »
Campbell se réfère également au concept sanskrit de « Sat Chit Ananda » (Sat, « Être » ; Chit, « pleine conscience » ; Ananda, « béatitude »). Il déclare : « J'ignore si ma conscience est totalement consciente ou non, et j'ignore également si ce que je sais de mon être est bien mon propre être, alors laissez moi m’accrocher à ma béatitude et cela m’apportera les deux. »

## Postérité
Christopher Vogler, écrivain et producteur de film, a rédigé un mémo de sept pages connu, Un Guide pratique du Héros aux mille visages, basé sur le travail de Campbell. Le mémo de Vogler a plus tard été développé dans un livre, The Writer’s Journey, traduit en français sous le titre Le Guide du scénariste. Il sert ensuite de base à de nombreux films hollywoodiens qui connurent un certain succès[Lesquels ?]. Des entreprises de jeux vidéo[Lesquelles ?] à la recherche de nouvelles idées et techniques pour les scénarimages et le développement de nouveaux produits l'utilisent. Pour répondre à ceux qui auraient pris son livre comme un simple plagiat ou un avilissement des idées de Campbell, Vogler a continuellement mis en garde contre le fait que son livre ne donnait pas une « formule » ou une « recette » permettant d'écrire à coup sûr un succès[Où ?]. Au lieu de cela, Vogler encourageait les écrivains à se servir du monde des archétypes et des structures mythiques comme d’une source profonde d’enrichissement de leur propre création, la créativité de l’écriture qui émerge au cours du processus (conscient ou inconscient) permettant de décider quels éléments archétypaux utiliser, modifier ou rejeter.
George Lucas a déclaré s'être appuyé sur les idées du livre Le Héros aux mille visages ainsi que d’autres travaux de Campbell, pour écrire l'histoire de la saga Star Wars (et plus particulièrement celle de l'épisode IV qui correspond au schéma campbellien). L’ouvrage était connu au sein du Nouvel Hollywood, notamment de Scorsese et Coppola (Apocalypse Now)[réf. nécessaire].
À l’université Sarah Lawrence College, il eut notamment comme élève Brian De Palma sur qui son enseignement a eu une influence certaine.
Durant la préparation de l'album Bad, Michael Jackson lisait l’œuvre de Campbell afin de comprendre quels symboles, mythes et motifs résonnaient à travers les âges et pourquoi.
Il a été une des sources des thèmes psychologiques et de l’aventure pour la série télévisée culte Lost : Les Disparus, comme le montre le court-métrage « A Hero's Journey » en supplément de la 6e saison en DVD.[réf. nécessaire]

## Critiques
Peu après la mort de Campbell, Brendan Gill le critique dans son article « Les visages de Joseph Campbell », publié dans le New York Review of Books le 28 septembre 1989, affirmant qu'il est un homme de droite, souscrivant à des idées « réactionnaires ». Gill déclare que certains collègues de Campbell à l’université Sarah Lawrence le décrivent comme réticent à l’idée que le mythe biblique soit une fiction[réf. nécessaire].
Tom Snyder, apologiste luthérien et critique des médias, écrit un essai en 1991 intitulé Myth Perceptions, Joseph Campbell's Power of Deceit (« Les Perceptions du Mythe : Le pouvoir de tromperie de Joseph Campbell »), accusant Campbell de mener une vendetta contre les religions.
Les théories de Campbell ont été la cible de nombreuses autres critiques. Le romancier américain Kurt Vonnegut tourne par exemple en dérision le point de vue de Campbell[réf. nécessaire] en le qualifiant d’excessivement baroque et en offrant sa propre interprétation du monomythe, qu’il nomme la théorie « dans le trou », résumée ainsi : « Le héros a des problèmes, le héros résout ses problèmes. ».

## Œuvres

### En anglais
- A Skeleton Key to Finnegans Wake, 1944
- The Hero with a Thousand Faces, 1949
- The Masks of God, 1968
- The Flight of the Wild Gander:Explorations in the Mythological Dimension, 1969
- Myths to Live By, 1972
- Historical Atlas of World Mythology, 1983-1988
- The Inner Reaches of Outer Space, 1986
- The Power of Myth, 1988 (posthume)

### En français
- Le Héros aux mille et un visages, Laffont, Paris, 1977 (réédition Oxus, Paris, 2010)
- Des mythes pour se construire, Oxus, Paris, 2011.
- Mythologie et épanouissement personnel, Oxus, Paris, 2011.
- La Puissance du mythe, Oxus, Paris, 2009.
- La Déesse aux mille et un visages, Paris, Oxus, 2023.